# Forth and Clyde Canal
Forth and Clyde Canal (Kanał Forth i Clyde, sct. Forth an Clyde Canaul) – kanał wodny w Szkocji, otwarty w 1790 roku, o długości 56 km (35 mi). Łączy zatoki Firth of Clyde i Firth of Forth.
Z kanałem Union łączy się za pomocą Falkirk Wheel.
W 1963 roku kanał został wyłączony z użytku. Ponowne otwarcie kanału nastąpiło w 2001 roku.

## Przypisy

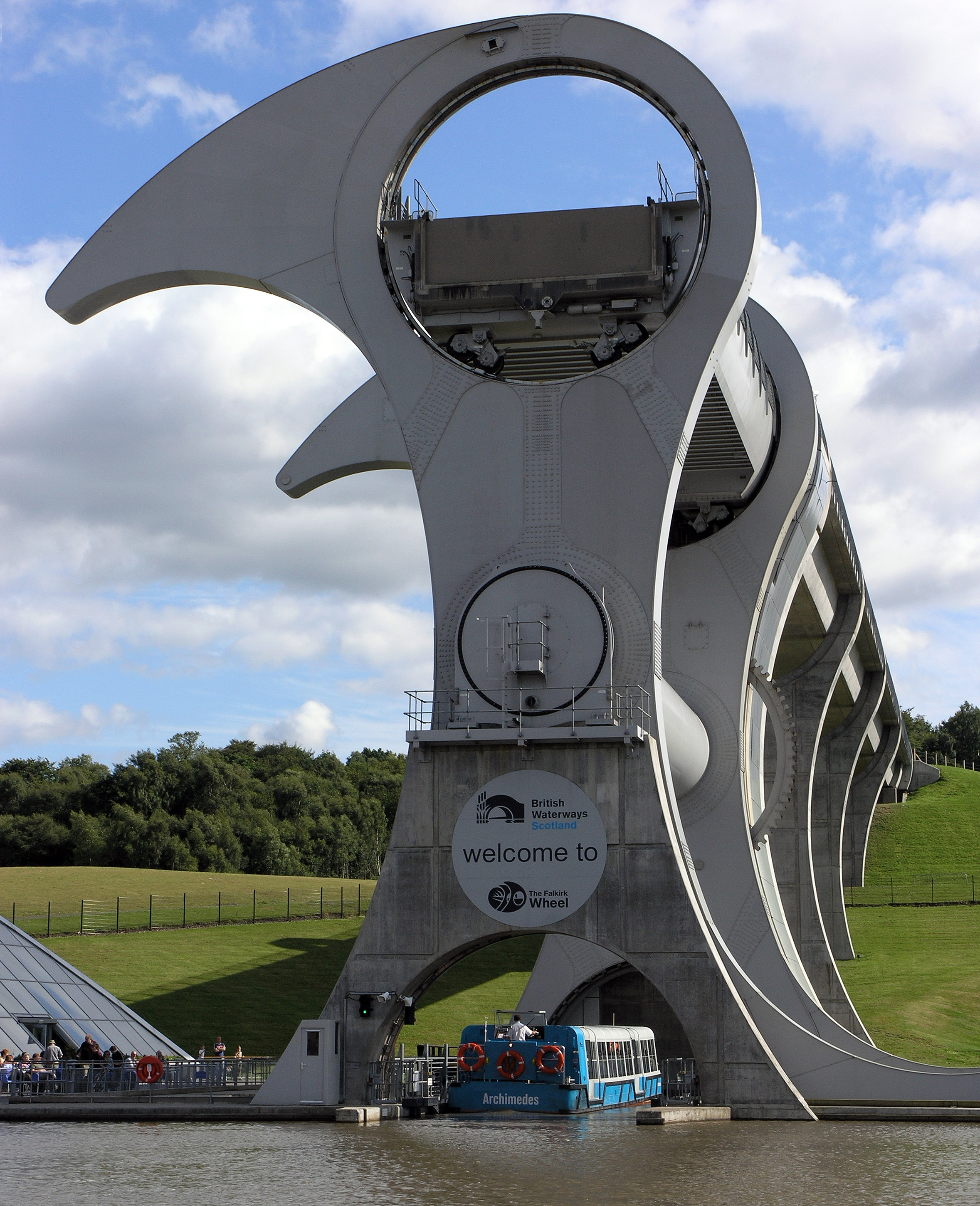
Falkirk Wheel